# Yair Ibargüen
Yair Andrés Ibargüen Murillo (Riosucio, 3 maggio 1993) è un calciatore colombiano, difensore dell'Atlantico.

## Carriera

### Club
Tra il 2012 ed il 2014 ha giocato in totale 2 partite nella prima divisione paraguaiana con la maglia dell'Olimpia, trascorrendo invece il biennio successivo nella seconda divisione paraguaiana al 3 de Febrero; dal 2016 al 2017 gioca invece al Boyacá Chicó, club della seconda divisione colombiana, categoria nella quale nell'arco di un biennio realizza una rete in 27 partite di campionato disputate. Passa quindi all'Águila, formazione della prima divisione di El Salvador, con la quale nel 2017 gioca anche 3 partite in CONCACAF League, e nella quale rimane in rosa fino al 2018. Prosegue poi la carriera nelle serie minori colombiane.

### Nazionale
Nel 2013 con la nazionale Under-20 di calcio della Colombia ha vinto il Campionato sudamericano Under-20, nel quale ha giocato una partita; partecipa successivamente anche al Torneo di Tolone, chiuso al secondo posto, nel quale colleziona un'ulteriore presenza, e quindi al Mondiale Under-20 del giugno dello stesso anno, senza tuttavia mai scendere in campo in questa manifestazione.

## Palmarès

### Nazionale
- Campionato sudamericano Under-20: 1

2013